# Österreichische Staatsmeisterschaften in der Leichtathletik 2023
Die Österreichischen Leichtathletik-Staatsmeisterschaften 2023 wurden vom 8. bis 9. Juli im ImmoAgentur-Stadion in der vorarlbergischen Landeshauptstadt Bregenz zeitgleich mit den U18-Staatsmeisterschaften ausgetragen. Die Bewerbe im Hindernislauf wurden bereits am 18. Mai 2023 in Graz ausgetragen und die Gehbewerbe am 15. April in Pottenstein. Die Mehrkampfbewerbe sollen am 16. und 17. August in Klagenfurt abgehalten werden.

## Medaillengewinner

### Männer
| Disziplin         | Gold                                                                             | Leistung        | Silber                                                                      | Leistung        | Bronze                                                       | Leistung        |
| ----------------- | -------------------------------------------------------------------------------- | --------------- | --------------------------------------------------------------------------- | --------------- | ------------------------------------------------------------ | --------------- |
| 100 m             | Markus Fuchs                                                                     | 10,24 s         | Lukas Pullnig                                                               | 10,68 s         | Andreas Meyer-Lux                                            | 10,74 s         |
| 200 m             | Enzo Diessl                                                                      | 21,21 s StLV AK | Lukas Pullnig                                                               | 21,64 s PB      | Klaus Grünbart                                               | 21,81 s SB      |
| 400 m             | Alessandro Greco                                                                 | 47,44 s NU20R   | Stefan Klefasz                                                              | 49,60 s         | Philip Mayrhofer                                             | 49,81 s SB      |
| 800 m             | Elias Lachkovics                                                                 | 1:55,27 min     | Paul Stüger                                                                 | 1:55,95 min     | Fabio Fister                                                 | 1:56,78 min     |
| 1500 m            | Raphael Pallitsch                                                                | 3:40,74 min     | Marcel Tobler                                                               | 3:41,70 min     | Andreas Vojta                                                | 3:49,67 min SB  |
| 5000 m            | Andreas Vojta                                                                    | 14:05,89 min    | Peter Herzog                                                                | 14:14,14 min SB | Dominik Stadlmann                                            | 14:20,03 min    |
| 110 m Hürden      | Lukas Zech                                                                       | 14,91 s         | Endiorass Kingley                                                           | 14,97 s         | Martin Kainrath                                              | 15,02 s SB      |
| 400 m Hürden      | Leo Köhldorfer                                                                   | 51,26 s         | Niklas Strohmayer-Dangl                                                     | 51,91 s         | Sebastian Gaugl                                              | 53,39 s SB      |
| 3000 m Hindernis  | Tobias Rattinger                                                                 | 08:54,07 min SB | Daniel Rattinger                                                            | 09:39,01 min PB | Nikolaus Franzmair                                           | 10:22,69 min SB |
| 4 × 100 m Staffel | DSG Wien-2 Julian Malischnig Lukas Weilharter Michael Margaryan Alessandro Greco | 41,61 s PB      | TGW Zehnkampf-Union-1 Simon Hummer Matthias Lasch Julius Rudorfer Leo Lasch | 42,15 s PB      | KLC Martin Kaiser Vasily Klimov Noah Kropiunik Lukas Pullnig | 42,21 s PB      |
| Hochsprung        | Lionel Afan Strasser                                                             | 2,10 m          | Andreas Steinmetz                                                           | 1,97 m SB       | Matthias Fischer                                             | 1,94 m          |
| Stabhochsprung    | Riccardo Klotz                                                                   | 5,35 m          | Alexander Auer                                                              | 5,15 m SB       | Stefan Igler                                                 | 4,65 m SB       |
| Weitsprung        | Samuel Szihn                                                                     | 7,41 m          | Leo Lasch                                                                   | 7,28 m          | Niklas Voss                                                  | 7,27 m PB       |
| Dreisprung        | Jordan Lindinger-Asamoah                                                         | 15,41 m         | Endiorass Kingley                                                           | 15,20 m         | Matthias Kohl                                                | 14,02 m         |
| Kugelstoßen       | Matthias Krach                                                                   | 16,04 m         | Alexander Gesierich                                                         | 15,86 m         | Stefan Dumitrica                                             | 13,58 m SB      |
| Diskuswurf        | Lukas Weißhaidinger                                                              | 68,35 m         | Will Dibo                                                                   | 52,51 m         | Lukas Stiper                                                 | 50,50 m SB      |
| Hammerwurf        | Kilian Moser                                                                     | 54,49 m         | Marvin Klammer                                                              | 48,02 m PB      | Florian Hamerschmidt                                         | 13,58 m         |
| Speerwurf         | Matthias Lasch                                                                   | 64,07 m         | Adam Wiener                                                                 | 61,49 m SB      | Laurenz Waldbauer                                            | 59,43 m         |
| Zehnkampf         |                                                                                  |                 |                                                                             |                 |                                                              |                 |

### Frauen
| Disziplin         | Gold                                                                           | Leistung        | Silber                                                                              | Leistung        | Bronze                                                                          | Leistung            |
| ----------------- | ------------------------------------------------------------------------------ | --------------- | ----------------------------------------------------------------------------------- | --------------- | ------------------------------------------------------------------------------- | ------------------- |
| 100 m             | Magdalena Lindner                                                              | 11,41 s SB      | Christiane Krifka                                                                   | 11,95 s PB      | Lenia Standfest                                                                 | 11,96 s             |
| 200 m             | Susanne Gogl-Walli                                                             | 23,22 s         | Magdalena Lindner                                                                   | 23,74 s PB      | Isabel Posch                                                                    | 24,16 s             |
| 400 m             | Susanne Gogl-Walli                                                             | 51,79 s         | Helene Vogel                                                                        | 57,23 s         | Maja Kropiunik                                                                  | 58,17 s             |
| 800 m             | Caroline Bredlinger                                                            | 2:06,68 min     | Katharina Stöger                                                                    | 2:09,81 min     | Sandra Schauer                                                                  | 2:10,85 min SB      |
| 1500 m            | Sandra Schauer                                                                 | 4:29,46 min     | Katharina Stöger                                                                    | 4:30,83 min PB  | Marie Glaser                                                                    | 4:31,40 min BLV U23 |
| 5000 m            | Stefanie Kurath                                                                | 17:22,12 min    | Laura Krasa                                                                         | 17:28,19 min    | Sonja Inzinger                                                                  | 18:16,81 min PB     |
| 100 m Hürden      | Karin Strametz                                                                 | 13,11 s StLV AK | Isabel Posch                                                                        | 13,50 s VLV AK  | Verena Mayr                                                                     | 13,83 s             |
| 400 m Hürden      | Lena Pressler                                                                  | 56,81 s         | Anna Mager                                                                          | 59,28 s         | Anja Dlauhy                                                                     | 61,33 s             |
| 3000 m Hindernis  | Lena Millonig                                                                  | 10:00,00 min SB | Katharina Pesendorfer                                                               | 10:06,91 min PB | Bettina Hötzenegger                                                             | 10:52,33 min SB     |
| 4 × 100 m Staffel | UNION St. Pölten Magdalena Lang Magdalena Lindner Isabelle Edlinger Moyo Bardi | 47,13 s PB      | LTU Graz Hanna Vertačnik Melissa Parrella Bastidas Katharina Pitner Lenia Standfest | 47,35 s PB      | ULC Linz Oberbank Jana Schnabel Katharina Stadler Lisa Wiesmayr Victoria Breuer | 48,10 s PB          |
| 20 km Gehen       | Stefanie Strutzenberger                                                        | 2:18:41 h       |                                                                                     |                 |                                                                                 |                     |
| Hochsprung        | Christiane Krifka                                                              | 1,75 m          | Sarah Lagger                                                                        | 1,68 m          | Angela Förster                                                                  | 1,68 m              |
| Stabhochsprung    | Magdalena Rauter                                                               | 3,90 m SB       | Shanna Tureczek                                                                     | 3,90 m          | Vera Vacik                                                                      | 3,70 m              |
| Weitsprung        | Ingeborg Grünwald                                                              | 6,25 m SB       | Isabel Posch                                                                        | 6,16 m          | Chiara-Belinda Schuler                                                          | 6,00 m              |
| Dreisprung        | Jana Schnabel                                                                  | 12,37 m         | Sarah Baumgartner                                                                   | 12,21 m SLV U18 | Viktoria Straczek-Helios                                                        | 11,90 m             |
| Kugelstoßen       | Sarah Lagger                                                                   | 13,95 m         | Verena Mayr                                                                         | 13,94 m         | Bettina Weber                                                                   | 13,56 m SB          |
| Diskuswurf        | Djeneba Touré                                                                  | 52,80 m         | Lea Bostjancic                                                                      | 47,96 m         | Hannah Ladinig                                                                  | 41,54 m SB          |
| Hammerwurf        | Bettina Weber                                                                  | 57,56 m         | Leonie Moser                                                                        | 54,80 m         | Marlene Linzer                                                                  | 52,66 m SB          |
| Speerwurf         | Victoria Hudson                                                                | 60,42 m         | Chiara-Belinda Schuler                                                              | 51,12 m VLV AK  | Noemi Luyer                                                                     | 47,55 m             |
| Siebenkampf       |                                                                                |                 |                                                                                     |                 |                                                                                 |                     |